# Troizki (Swerdlowsk)
Troizki (russisch Тро́ицкий) ist eine ländliche Siedlung in der Oblast Swerdlowsk (Russland) mit 10.467 Einwohnern (Stand 14. Oktober 2010).

## Geographie
Die Siedlung liegt im Westen des Westsibirischen Tieflandes, etwa 200 km Luftlinie östlich der Oblasthauptstadt Jekaterinburg und gut 100 km westlich von Tjumen an der Sugatka, einem kleinen linken Zufluss der Pyschma, wenige Kilometer oberhalb der Mündung.
Troizki gehört zum Stadtkreis Taliza und befindet sich etwa 5 km nördlich des Zentrums der Stadt Taliza.

## Geschichte
Die Siedlung entstand im Zusammenhang mit dem Bau der 1885 eröffneten Eisenbahnstrecke Jekaterinburg – Tjumen, seit 1913 Teil der Transsibirischen Eisenbahn, um die dort entstandene Station Poklewskaja. Der Stationsname bezog sich auf den Familiennamen des einflussreichsten Unternehmers der Gegend, Alfons Poklewski-Kosell, der aus der polnisch-litauischen Adelsfamilie Koziełł-Poklewski (Koziela-Poklevskis) stammte und im nahen Taliza Fabriken betrieb. Der Ort selbst hieß zunächst wie die Bahnstation, etwa ab der Jahrhundertwende nach der dort errichteten Kirche Swjato-Troizki (russisch für Heilige Dreifaltigkeit), ab den 1920er-Jahren nur noch Troizki. Von 1928 bis 2004 besaß Troizki den Status einer Siedlung städtischen Typs.

### Bevölkerungsentwicklung
| Jahr | Einwohner |
| ---- | --------- |
| 1939 | 5.252     |
| 1959 | 9.955     |
| 1970 | 9.436     |
| 1979 | 10.135    |
| 1989 | 12.486    |
| 2002 | 11.266    |
| 2010 | 10.467    |

Anmerkung: Volkszählungsdaten

## Verkehr
Die Siedlung liegt an der Transsibirischen Eisenbahn (Stationsname seit 1963 Taliza, nach der nahen Kleinstadt; Streckenkilometer 2028 ab Moskau). Von dort führt eine Güteranschlussstrecke nach Taliza. Einige Kilometer nördlich von Troizki verläuft die föderale Fernstraße R351, die Jekaterinburg mit Tjumen verbindet und Teil der Europastraße 22 ist.

## Söhne und Töchter des Ortes
- Alexander Cellarius (1898–1979), deutscher Offizier